# Ахтехальбер
Ахтехальбер (від нім. Acht - вісім і нім. halb - половина) — народна назва монети номіналом в 1⁄12 талерів на території Пруссії.
У різних країнах центральної Європи на початку XVIII століття в обігу знаходилися різні грошові одиниці. Співвідношення між ними варіювалося. На 1722 прусський рейхсталер дорівнював 90 грошам. Відповідно його дванадцята частина містила 7½ гроша, що і було закріплено офіційним урядовим розпорядженням.
Від вартості монети і походить народна назва, що позначає вісім без половини. Термін перенесений на монети номіналом у 1⁄12 талери пізніших випусків. Так, після того, як в 1821 Пруссія перейшла на нову монетну стопу, що передбачала співвідношення 1 талер - 30 зільбергрошенів, ахтехальбер стали позначати монету рівну 2½ гроша.
У 1873 згідно з монетним законом Німецької імперії, спрямованим на уніфікацію безлічі регіональних грошових систем в єдину імперську та введення «золотої марки», один талер прирівнювався до 3 нових марок. Усі його похідні одиниці були демонетизовані, включаючи ахтехальбери. Курс обміну для ахтехальбера склав 25 пфенігів.
У 1909 випустили нікелеву монету номіналом в 25 пфенігів, яку за старою пам'яті в народі охрестили «ахтехальбером».